# Geonoma macrostachys
Geonoma macrostachys är en enhjärtbladig växtart som beskrevs av Carl Friedrich Philipp von Martius. Geonoma macrostachys ingår i släktet Geonoma och familjen Arecaceae.

## Underarter
Arten delas in i följande underarter:
- G. m. acaulis
- G. m. macrostachys
- G. m. poiteauana